# Ernst Gerke
Ernst Friedrich Wilhelm Gerke (* 6. Mai 1909 in Stettin; † 7. November 1982 in Eckernförde) war ein deutscher Jurist, Gestapobeamter und SS-Führer.

## Leben
Gerke, Sohn eines Verwaltungsbeamten, wuchs aufgrund mehrerer Versetzungen seines Vaters u. a. in Schwerin, Berlin und Kiel auf. Seine Schullaufbahn schloss Gerke in Kiel mit dem Abitur ab und studierte danach Rechtswissenschaften an der Universität Göttingen und der Universität Kiel. In Kiel promovierte Gerke 1932 zum Dr. jur. mit der Dissertation Schuldabänderungsverträge und ihre Grenzen nach dem BGB. Gerke trat zum 1. März 1932 der NSDAP (Mitgliedsnummer 1.048.844) und im selben Jahr der SA bei. Von der SA wechselte er später zur SS (Mitgliedsnummer 280.247). Nach dem Bestehen des zweiten juristischen Staatsexamens wurde er Polizeidezernent in Hildesheim.
Ab 1936 leitete er die Staatspolizeistelle in Hildesheim, ab 1937 in Elbing und ab November 1938 in Chemnitz. Gerke absolvierte 1939 seinen dreimonatigen Militärdienst bei der Wehrmacht und war nach Beginn des Zweiten Weltkrieges von September bis Dezember 1939 Verbindungsführer der Einsatzgruppe IV zur Wehrmacht. Von Ende 1939 bis Sommer 1942 war Gerke Leiter der Staatspolizeileitstelle Breslau. In dieser Funktion war er maßgeblich an der Deportation von Breslauer Juden beteiligt.
Ab Anfang September 1942 war Gerke Leiter der Gestapo in Prag und folgte in diesem Amt Hans-Ulrich Geschke nach. In dem Zuge dieser Versetzung wurde Gerke zum Oberregierungsrat und SS-Obersturmbannführer befördert. Unter Gerke stiegen die Hinrichtungen in Prag stark an. Er ließ noch im Frühjahr 1945 in der Kleinen Festung Theresienstadt Juden erschießen und dort am 2. Mai 1945 über 50 als „besonders gefährlich“ eingestufte Häftlinge hinrichten. Gerke wurde als Henker von Prag bezeichnet.

## Nach Kriegsende
Gerke konnte sich vor dem Einmarsch der Roten Armee aus Prag absetzen und wurde später von den Amerikanern festgenommen. Nach seiner Entlassung aus der Kriegsgefangenschaft gab Gerke, der unter Falschnamen lebte, in Hamburg Privatunterricht für Latein.
Unter dem Pseudonym Emil Grabowski war Gerke ab 1948 bei der Hamburgischen Landesbank bei der Abteilung Wiederaufbau tätig. Danach fungierte er ab 1957 unter seinem Echtnamen als Justiziar bei den Bodelschwinghschen Anstalten Bethel. Ab 1965 war Gerke bei der Zusatzversorgungskasse der Evangelisch-Lutherischen Landeskirche Hannover in Detmold beschäftigt.
Ab den 1960er Jahren wurden gegen Gerke mehrfach Verfahren eingeleitet wegen seiner Gestapotätigkeit in Breslau. Zuletzt wurde 1979 ein Verfahren wegen Mord und Beihilfe zum Mord wegen der Judendeportationen eingestellt. Gerke hatte ausgesagt, dass er angenommen habe, die Judendeportationen aus Breslau seien „eine kriegsbedingte geordnete Internierung sämtlicher Juden zum Arbeitseinsatz im sogenannten Ostland“ gewesen. Auch Ermittlungen zu Gerkes Gestapoleitung in Prag führten trotz belastenden Materials nicht zu einer Verurteilung, obwohl die Tschechoslowakei mehrfach seine Auslieferung beantragte.

## Publikation
- Schuldabänderungsverträge und ihre Grenzen nach dem BGB, Hergeröder Verlag Schönger/Holstein 1933.